# HMS Beagle

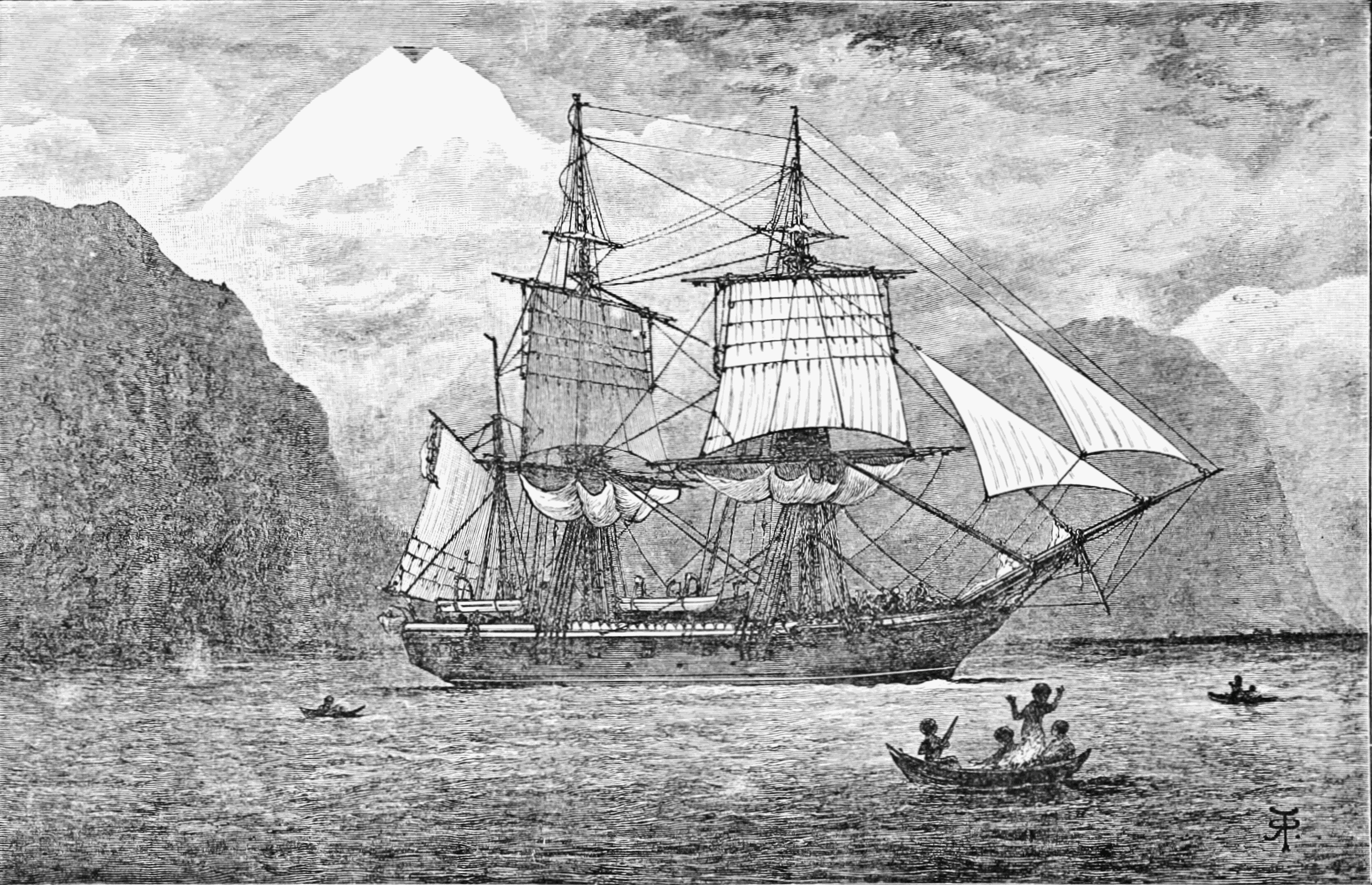
HMS Beagle în Strâmtoarea Magellan

HMS Beagle a fost o navă ce aparținea de Marina Regală Britanică. A fost lansată pe 11 mai 1820. Nava este una dintre cele mai importante din istorie, întrucât în timpul celei de-a doua călătorii a sa, s-a aflat la bord Charles Darwin, care a reușit să-și formeze teoriile științifice.